# Апостолінки
Апостолінки, Інститут Цариці Апостолів для покликань (AP), Сестри Цариці Апостолів — жіноча релігійна конгрегація, заснована о. Яковом Альберіоне 8 вересня 1959 року.

## Ціль
Основна мета згромадження — це професійна служба, переважно серед молоді, допомога молодим людям відкрите своє життєве покликання, а також супроводження їх дорогою, яку їм визначив Бог. Для цього вони присвячуються формації молоді, дбають про покликання, як до духовного, так і світського життя, а особливо опікуються людьми, у яких виникли труднощі в реалізації покликання на шляху богопосвяченого життя. Сестри також моляться про вірність і витривалість у служінні Богові. Окрім цього формують вихователів, організовують молодіжні групи, публікують допоміжні матеріали.. Сестри видають газети, журнали, компакт-диски про покликання, вони також керують центрами покликань тощо.
Ідеал Інституту міститься в цьому вислові: «Усі католики, усіма силами, усіма засобами, для всіх покликань, для всіх апостольств» (бл. Яків Альберіоне).

## Монастирський одяг
Синій габіт з хрестом, прив'язаним до коміра та синя вуаль.